# Ole Bjørstorp
Ole Bjørstorp (født 8. juli 1946 i Malmö, Sverige) er tidligere borgmester i Ishøj Kommune (2001-2021), valgt for Socialdemokraterne og Ishøjlisten.
Bjørstorp blev uddannet cand.scient.pol. fra Aarhus Universitet i 1974 og har bl.a. arbejdet i Københavns Amts Sygehusdirektorat (1975-1978) og som lærer ved LO-Skolen i Helsingør. Fra 1980 til 2000 var han forhandlerkonsulent ved Ingeniørforeningen i Danmark.

## Politisk karriere
Han blev valgt til kommunalbestyrelsen i Ishøj i 1982 og var fra 1985-2000 formand for kommmunens børne- og ungeudvalg. Fra 1989 var han gruppeformand og fra 1993 tillige viceborgmester. Bjørstorp overtog borgmesterposten efter Per Madsen i januar 2001.
Bjørstorp blev i november 2020 vraget som borgmesterkandidat til det kommende kommunalvalg til fordel for Merete Amdisen. Efterfølgende gjorde Ole Bjørstorp det klart, at han bakkede op om den nye spidskandidat og ville blive i partiet.
I 2021 meldte han sig ud af Socialdemokratiet og stiftede partiet Ishøjlisten. Sammen med Ole Bjørstorp fulgte partiets viceborgmester og gruppeformand med over i den nye lokalliste.